# 끼엔장강

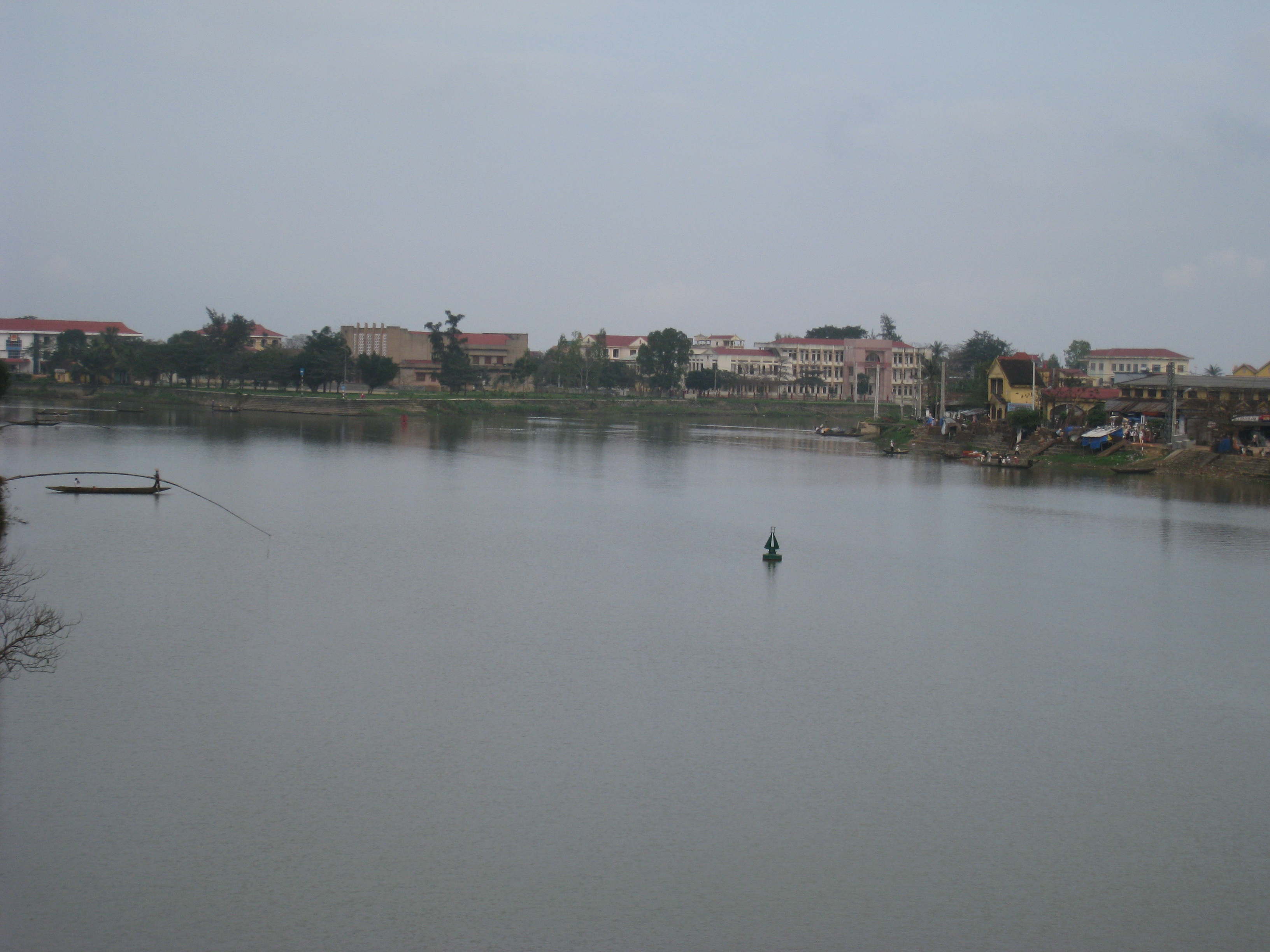
끼엔장강

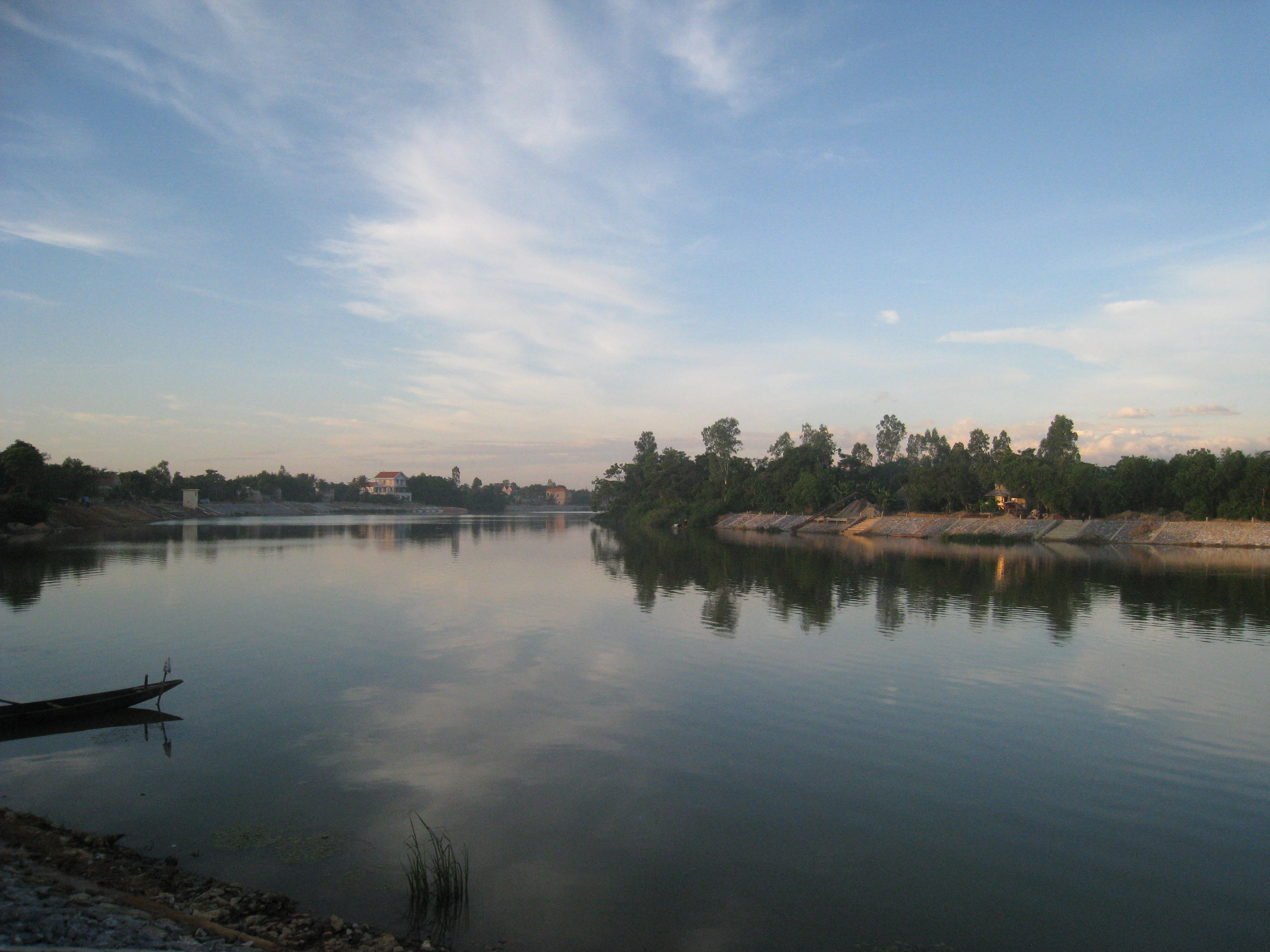
레투이현 끼엔장강

끼엔장강(建江, 베트남어: Sông Kiến Giang / 瀧建江)은 베트남 북중부 지방에 꽝빈성 레투이현에 있는 강이다. 그 강의 길이는 58km로 녓레강(Nhật Lệ River)의 지류다. 끼엔장강은 안남산맥에서 발원하여 여러 개울이 물을 더한다.
끼엔장강의 상류는 경사가 져 있어 장마철(가을)에는 안남산맥의 빗물이 하류로 세차게 흘러들어 유역에 홍수를 일으켜 왔었다. 안마댐이 건설되면서 이런 상황은 일단락됐다. 남동쪽으로 흐르는 베트남의 다른 강들과는 달리 끼엔장강은 북동쪽으로 흐르며, 레투이현에 좁은 삼각주를 만든다. 중앙 베트남의 모든 강과 마찬가지로 이 강물은 맑아서 충적층이 거의 없다는 뜻이다. 끼엔장강은 꽝빈성 꽝닌현에서 롱다이강을 만나 함께 녓레강을 만든다.
끼엔장강 강변을 따라 보응우옌잡, 응오딘지엠, 응우옌흐우까인 등 베트남의 유명한 정치인들이 태어나 성장했다.